# РС-26 «Рубеж»
РС-26 «Рубеж» — российский проект подвижного грунтового ракетного комплекса стратегического назначения с межконтинентальной баллистической ракетой. Является дальнейшим развитием проекта «Ярс» (РС-24 «Ярс») с новыми управляемыми боевыми блоками для прорыва противоракетной обороны.
По сравнению с РС-24 «Ярс», автономная пусковая установка ракетного комплекса РС-26 существенно легче (менее 80 тонн по сравнению со 120 тоннами у «Ярса»). Ракета может запускаться по целям на дальности 2000—6000 км.

## История
Первый успешный испытательный запуск РС-26 «Рубеж» был произведен с космодрома Плесецк 26 мая 2012 года (после первоначальной неудачи в сентябре 2011 году), поразив через несколько минут цель на расстоянии 5800 км на полигоне Кура. Дальнейшие успешные запуски были проведены с полигона Капустин Яр с поражением цели на полигоне Сары-Шаган в 2012 и 2013 годах.
Предполагалось, что «Рубеж» в 2015 году поступит на вооружение 29-й гвардейской ракетной дивизии РВСН и дополнит группировку состоящих на вооружении РВСН ракет «Ярс» (РС-24) и «Тополь-М» (РТ-2ПМ2). Предполагалось, что развёртывание передвижного ракетного комплекса РС-26 начнётся в конце 2017 года и только в мобильном варианте. Ракеты этого типа должны были заменить в составе РВСН устаревающие комплексы РТ-2ПМ «Тополь».
22 марта 2018 года ТАСС со ссылкой на источник в Минобороны России сообщил, что мобильный ракетный комплекс РС-26 «Рубеж» и БЖРК «Баргузин» исключены из госпрограммы вооружений до 2027 года (ГПВ-27). Вместо них в ГПВ-27 включён комплекс шахтного базирования «Авангард» как имеющий более важное значение для обороноспособности страны. Причиной исключения названа невозможность одновременного финансирования вышеназванных программ.

## Боевое применение
По сообщению властей Украины, 21 ноября 2024 года Россия нанесла удар по Днепру ракетой РС-26, выпущенной из Астраханской области.

## Политическая критика
Ракета подверглась критике со стороны западных военных наблюдателей за косвенное нарушение (ныне недействительного) Договора о ликвидации ракет средней и меньшей дальности (ДРСМД), который запрещал США и России иметь ядерные и обычные баллистические ракеты наземного базирования, крылатые ракеты и ракетные пусковые установки с дальностью 500–1000 километров (ближней средней дальности) и 1000–5500 км (средней дальности). Ракета РС-26 была продемонстрирована с малой полезной нагрузкой или без неё, что позволяло увеличить дальность её полета за установленные договором пределы в 5500 км, однако все последующие испытания представляли собой полеты со значительно меньшей дальностью, которые подпадали под запреты договора. РС-26 дважды испытывалась на расстоянии около 2000 км. The National Interest отмечает, РС-26 представляет собой точно такую же концепцию и является прямой заменой РСД-10, которая была запрещена ДРСМД. 
РС-26 разработан, чтобы представлять стратегическую угрозу европейским столицам и имеет возможность нацеливаться на силы НАТО в Западной Европе. Джеффри Льюис в статье «Проблема с ракетами России» считает, что цель данного оружия — удержать западные силы от оказания помощи новым восточным членам НАТО, которые расположены ближе к границам России.